# Чирконвалационе Ђусана - форначе Молинето (Лоди)
Чирконвалационе Ђусана - форначе Молинето је насеље у Италији у округу Лоди, региону Ломбардија.
Према процени из 2011. у насељу је живело 10 становника. Насеље се налази на надморској висини од 94 м.